# Jorge Eduardo Costilla Sánchez
Jorge Eduardo Costilla Sánchez, dit « El Coss », est un narcotrafiquant mexicain né le 1er août 1971 à Matamoros. D'abord policier municipal, il rejoint le Cartel du Golfe dans les années 1990 et fonde une de ses factions les plus influentes, Los Metros. Il est arrêté au Mexique en 2012 et extradé aux États-Unis en 2015.

## Biographie

### Débuts
Jorge Eduardo Costilla Sánchez naît à Matamoros dans l'État de Tamaulipas le 1er août 1971. Sa mère était principale d'un collège de Matamoros. Il intègre la police municipale de Matamoros à l'âge de 21 ans, où il découvrira le monde du trafic de drogues, et la quitte trois ans plus tard pour fonder Los Sierra. Los Sierra est un groupe dont l'activité était de pratiquer des enlèvements,,.
Il fait alors la connaissance d'Osiel Cárdenas Guillén, qui venait de purger une peine de trois ans de prison pour trafic de drogue. Jorge Eduardo Costilla Sánchez devient ainsi un de ses hommes de confiance. Osiel Cárdenas Guillén prend la tête du cartel du Golfe en 1998. El Coss était alors chargé de négocier avec la police les modalités du transport de la drogue vers les États-Unis. Il contrôlait les plazas de Tampico, Tamaulipas et Tapachula, Chiapas, pour maîtriser le transit de la drogue de l'Amérique centrale vers le golfe du Mexique,.
Le 9 novembre 1999, Osiel Cárdenas Guillén, Jorge Eduardo Costilla Sánchez, Antonio « Tony Tormenta » Cárdenas Guillén et Víctor Manuel « El Meme » Vázquez Mireles, ainsi que d'autres hommes armés, confrontent en personne un agent de la Drug Enforcement Administration (DEA), Joe Du Bois, et un agent du Federal Bureau of Investigation (FBI), Daniel Fuentes, venus à Matamoros pour s'entretenir avec un informateur. Osiel Cárdenas Guillén finira par ordonner aux deux agents américains de quitter la ville, déclarant « Putain de gringos, c'est ma ville, alors foutez le camp avant que je vous tue tous. Ne revenez jamais ».

### À la tête du cartel du Golfe
Osiel Cárdenas Guillén, le leader du Cartel du Golfe, et Víctor Manuel « El Meme » Vázquez Mireles, sont arrêtés en 2003. Deux semaines plus tard, Jorge Eduardo Costilla Sánchez et Antonio « Tony Tormenta » Cárdenas Guillén (frère d'Osiel Cárdenas Guillén) prennent la tête du cartel. Ce commandement assuré par deux personnes perdurera jusqu'au 5 novembre 2010, jour de la mort de Tony Tormenta, abattu par des soldats de la Marine mexicaine. La disparition de Tony Tormenta générera d'importantes tensions entre le camp de Jorge Eduardo Costilla Sánchez (Los Metros) et celui de Mario Cárdenas Guillén (Los Rojos), autre membre haut placé du cartel,,,,.
Le conflit qui oppose l'ancien bras armé du Cartel du Golfe, Los Zetas, à celui-ci, amènera El Coss à s'allier à Joaquín « El Chapo » Guzmán, le leader du cartel de Sinaloa. Et c'est notamment à cette époque que voit le jour La Resistencia. Ce conflit serait visiblement apparu en janvier 2010, lorsque le leader des Los Metros, Samuel « Metro 3 » Flores Borrego, aurait ordonné de tuer Víctor « El Concorde 3 » Peña Mendoza, un membre de Los Zetas,.
Le 28 juin 2010, le candidat du Parti révolutionnaire institutionnel au poste de gouverneur du Tamaulipas, Rodolfo Torre Cantú, est abattu alors qu'il rejoignait l'aéroport international de Ciudad Victoria. Six personnes l'accompagnant furent aussi tuées. Plus tard, le bureau du procureur général de la république du Mexique (PGR) affirmera que cet assassinat a été ordonné par Jorge Eduardo Costilla Sánchez (Rodolfo Torre Cantú aurait refusé de protéger le blanchiment de l'argent issu du trafic de drogue). À cette époque, le FBI offre 5 000 000 $ pour toute information qui conduirait à la capture d'El Coss. Le bureau du PGR offre quant à lui 30 000 000 pesos. Le Cartel du Golfe règne alors sur tous les aspects de Matamoros, ville d'origine d'El Coss, notamment sur la police et sur l'armée. D'autres villes étaient aussi sous son contrôle, comme Río Bravo, Reynosa, Nuevo Laredo et Miguel Alemán,,.

### Arrestation et extradition
Le 12 septembre 2012, la Marine mexicaine mène une opération dans le quartier de Lomas de Rosales, à Tampico, Tamaulipas à la suite d'une course-poursuite. Celle-ci aboutit, par hasard, à la capture de Jorge Eduardo Costilla Sánchez, ainsi qu'à celle de cinq de ses associés, dont Ernesto « Campos » Banda Chaires, le chef de plaza du Cartel du Golfe à Tampico. Aucun affrontement n'a lieu.
Son arrestation laisse une grande partie de ce qui restait du cartel à Mario « Pelón » Ramírez Treviño, qui fut le chef de plaza de Reynosa et qui s'était rangé derrière El Coss lors de la scission du Cartel du Golfe entre Los Metros et Los Rojos, ainsi qu'à Miguel « El Gringo » Villarreal. Ces derniers ont rapidement commencé à s'affronter pour le contrôle du territoire.
El Coss est extradé aux États-Unis le 30 septembre 2015. 13 autres narcotrafiquants font partie de cette extradition, dont Edgar « La Barbie » Valdez Villarreal, qui fut le leader de Los Negros et membre du cartel Beltrán Leyva. Jorge Eduardo Costilla Sánchez plaide coupable pour des accusations de trafic de drogue et deux chefs d'accusation d'agression devant un tribunal fédéral américain le 26 septembre 2017. Les États-Unis annoncent en 2020 qu'El Coss se déclare coupable de trafic de drogue visant à distribuer de la cocaïne et du cannabis dans ce pays. Il souhaite ainsi coopérer avec les autorités américaines afin de réduire sa peine,,.